# 贝尔默兰 (摩泽尔省)
贝尔默兰（法語：Bermering，法語發音：[bɛʁməʁɛ̃]）是法国摩泽尔省的一个市镇，属于萨尔堡-萨兰堡区。

## 地理
贝尔默兰（48°55'54"N, 6°42'33"E）面积5.73 平方千米，位于法国大東部大區摩泽尔省，该省份为法国东北部内陆省份，是洛林的一部分，西南接默尔特-摩泽尔省，东临下莱茵省，北与卢森堡和德国接壤。
与贝尔默兰接壤的市镇（或旧市镇、城区）包括：格罗唐坎、拉克朗日、罗达尔布、瓦勒朗日、维尔曼。

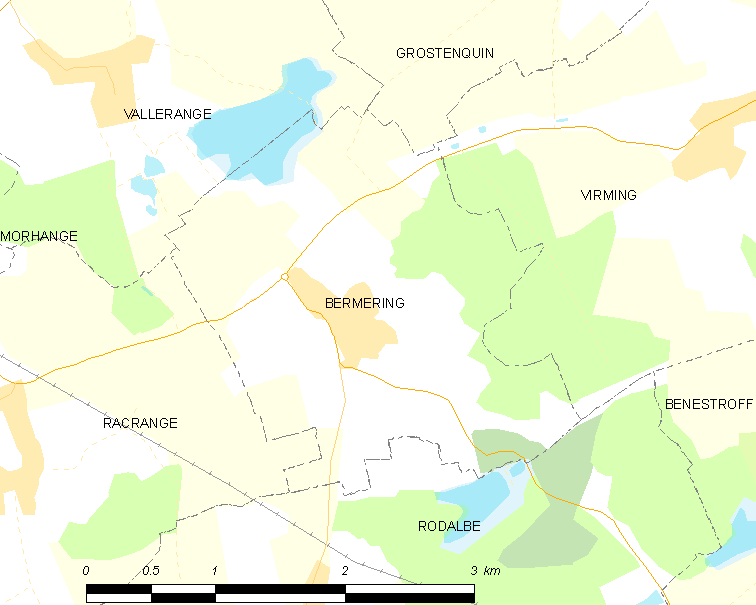
的OSM定位图

贝尔默兰的时区为UTC+01:00、UTC+02:00（夏令时）。

## 行政
贝尔默兰的邮政编码为57340，INSEE市镇编码为57065。

## 政治
贝尔默兰所属的省级选区为索努瓦县。

## 人口

1962-2008年间人口变化图示

贝尔默兰于2022年1月1日时的人口数量为201人。